# Гижак (Поляницьке лісництво, квартал 2, виділи 3, 5, 6, 10)
Гижак — заповідне урочище місцевого значення. Об'єкт розташований на території Яремчанської міської ради Івано-Франківської області, Поляницьке лісництво, квартал 2, виділи 3, 5, 6, 10.
Площа — 20,6000 га, статус отриманий у 1988 році.